# Carrera de la milla

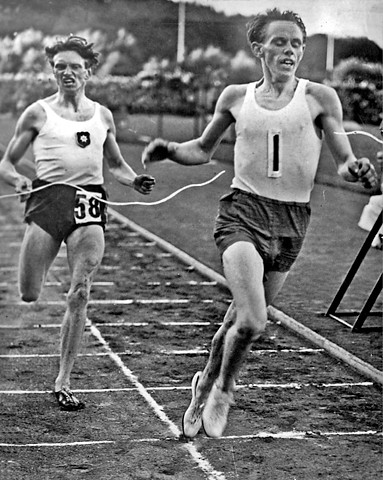
Gunder Hägg (derecha) derrota a Arne Andersson con un récord mundial en la milla de 4:06.2 min en Gotemburgo en 1942.

La carrera de la Milla es una modalidad de carrera a pie proveniente de Inglaterra, cuya distancia a recorrer concuerda con esta unidad de medida itineraria, 1609.344 metros (o 1760 yardas). Fue muy popular durante las décadas de 1950 y 1960, pero en 1976 la IAAF decidió oficializar todas las carreras con el sistema métrico internacional y fue relevada por los 1500 metros. Quedando la milla como una prueba a realizar ocasionalmente debido a su gran peso histórico en el medio fondo. Se disputa principalmente sobre dos superficies en pista y asfalto. La segunda tiene una gran popularidad por su vistosidad pues es una carrera de media distancia que se suele disputar en un circuito urbano dando varias vueltas y permite ver evolucionar a los atletas durante la disputa de casi toda la prueba.

## Hitos en la carrera de la milla
- El primer atleta capaz de completar esta distancia en menos de cuatro minutos, Roger Bannister el 6 de mayo de 1954, desacreditando a algunos científicos y médicos que aseguraban que era una barrera imposible de rebasar por el ser humano.
- El atleta neozelandés John Walker fue el primer atleta capaz de correr 100 carreras de la milla en un tiempo inferior a cuatro minutos. Completó un total de 129 durante toda su carrera a pie.
- El estadounidense Steve Scott es el atleta que más carreras de la milla ha realizado por debajo de los cuatro minutos con un total de 136.
- La plusmarca masculina actual pertenece al marroquí Hicham el Guerrouj con una marca de 3:43.23, batido en Roma el 7 de julio de 1999.
- La plusmarca femenina actual está en poder de la keniana Faith Kipyegon con una marca de 4:07.64 realizada en Mónaco el 21 de julio de 2023.

- Datos: Q943635